# 呂建邦

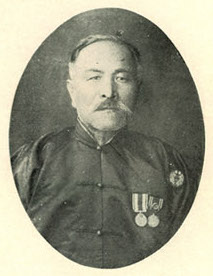
呂建邦

呂建邦（1858年3月25日—不詳），桃園大溪人，漳州詔安後裔，墾首出身。曾率領鄉勇協助分水崙戰役。
呂建邦為大嵙崁呂朝茂長男，1872年後經營雜貨商，1888年時被推舉為大嵙崁總理。1895年4月，清廷因甲午戰爭戰敗，簽下了馬關條約，將台灣、澎湖割讓給日本。為圖自救，台灣官員與士紳推動成立台灣民主國。同年5月29日，日軍近衛師團登陸澳底，爆發乙未戰爭。6月11日，日軍進駐台北。6月下旬，日軍在推進至桃園、新竹的過程中，遭遇以李秉瑞、吳湯興、李惟義為首的正規軍及民勇伏擊，勢力稍挫。
地方上的呂建邦、江次包與廖運藩等，一開始議設「安民局」以維持地方秩序。安民局與舊清將領余清勝等人共同鎮壓當時四起的土匪，之後余清勝向日軍投降，部隊則逐漸返回清朝。在安民局受孤立的情勢下，黃連取與黃尖頭等人，率眾到福仁宮反對安民局並建立「忠義局」，此時安民局偏向順日，而忠義局則偏向抗日；直到黎景嵩發出檄文，告稱劉永福將會擊退日軍，且需要島民的協助，才使得大嵙崁的忠義局與安民局轉為一致抗日，進而編組約千人規模的義民軍，其中江國輝被推舉為總統，以呂建邦為副統。
1895年7月10日，山根信成少將率領一部分部隊於，從大嵙崁溪前進，支援新竹。日軍在7月12日入侵三角湧街；7月13日向大嵙崁進攻的894名日軍於在分水崙附近江國輝義勇軍利用狹長地形，進行袋形戰術圍擊。此役日軍死傷數百人，而義軍僅傷亡數十人，史稱「分水崙戰役」。隔日日軍增兵再次向大嵙崁進攻，最後義軍兵敗。義軍瓦解後，包含呂建邦在內的部分將領逃至銅鑼圈投向徐驤勢力。
1897年9月，總督府任命呂建邦為三角湧辦務署第十三區街庄長，之後又轉任桃園廳大嵙崁區長。呂氏在1899年獲授與紳章；1915年9月時再兼任三層區長，1920年地方自治制度施行後辭任，之後則曾任大溪街協議會員等。此外，也曾在1897年時加入赤十字會。

## 後代
- 呂秀蓮。